# TV8 (rete televisiva turca)

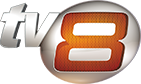

TV8 è un'emittente televisiva turca del gruppo Acun Media (fino al 2013 di MNG Media Group) con sede a Istanbul. Il canale è stato fondato il 22 febbraio 1999 dall'imprenditore turco Acun Ilıcalı.

## Storia
TV8 è stata fondata il 22 febbraio 1999 da Mehmet Nazif Günal e dal suo MNG Medya. Nel novembre 2013 Acun Ilıcalı e la sua Acun Medya hanno acquisito il 70% delle azioni del canale TV8. Il 30% è andato alla Doğuş Holding.
TV8 come canale di notizie ha iniziato a trasmettere nel 2005, diventando parte del formato e del logo quando sono cambiati i canali di intrattenimento. I programmi includono musica, intrattenimento, quiz, sport, discorsi e notizie. Il 17 marzo 2016, TV8 ha annunciato di aver acquisito i diritti di trasmissione della Formula 1 per una stagione. TV8 è l'emittente locale di programmi TV come The Voice, Got Talent, Survivor e Utopia.
Nell'agosto 2014, TV8 ha abbandonato il rebranding del 2013 e ha introdotto un nuovo logo che non presenta più il numero 8 d'argento in un ovale. Il logo è invece un numero 8 con vetro sfumato argento che è lucido e sfrutta le sue tre curve di rosso, blu e bianco. La parola TV non è più minuscola perché viene convertita in maiuscolo e collegata due volte per loro. Ciò pose fine all'era del logo numero 8 in metallo di TV8 dando alla stazione un logo 8 in vetro sfumato argento creato da Racecar e Red Bee Media. Il nuovo logo ha fatto il suo primo debutto in onda il 1 settembre 2014 riproducendo una nuova sigla accompagnata da un nuovo tormentone che recitava Beraberiz.

## Altre versioni

### TV8 int
L'emittente ha una filiale europea dalla stagione televisiva 2014-2015. Per i turchi che vivono in Europa, viene offerta una finestra di programma separata sotto il nome di TV8 int con riviste e la propria pubblicità.

### TV8 HD
TV8 HD è il canale ad alta definizione di TV8, fondato il 1º settembre 2014 e trasmesso in contemporanea con TV8.

## Accoglienza
TV8 può essere ricevuto tramite Türksat 4A in Europa e Turchia. Il programma viene trasmesso tramite Türksat 4A 42° Est a 12 034 GHz verticali (frequenza simbolica: 27 500).